# Municipio de Diamond (Iowa)
El municipio de Diamond (en inglés: Diamond Township) es un municipio ubicado en el condado de Cherokee en el estado estadounidense de Iowa. En el año 2010 tenía una población de 153 habitantes y una densidad poblacional de 1,66 personas por km².

## Geografía
El municipio de Diamond se encuentra ubicado en las coordenadas 42°36′17″N 95°26′49″O / 42.60472, -95.44694. Según la Oficina del Censo de los Estados Unidos, el municipio tiene una superficie total de 92.4 km², de la cual 92,39 km² corresponden a tierra firme y (0 %) 0 km² es agua.

## Demografía
Según el censo de 2010, había 153 personas residiendo en el municipio de Diamond. La densidad de población era de 1,66 hab./km². De los 153 habitantes, el municipio de Diamond estaba compuesto por el 96,73 % blancos, el 3,27 % eran de otras razas. Del total de la población el 3,27 % eran hispanos o latinos de cualquier raza.